# Tahmek (kommun)
Tahmek är en kommun i Mexiko.   Den ligger i delstaten Yucatán, i den östra delen av landet, 1 000 km öster om huvudstaden Mexico City. Antalet invånare är 3 609. Arean är 139 kvadratkilometer.
Terrängen i Tahmek är mycket platt.
Följande samhällen finns i Tahmek:
- Tahmek
- Xtabay